# Liu Hao (Regisseur)
Liu Hao (chinesisch 刘浩, Pinyin Líu Hào; * 1968 in Shanghai) ist ein chinesischer Filmregisseur der sechsten Generation.
Nach dem Abschluss des Regiestudiums an der Pekinger Filmakademie arbeitete Liu als Journalist in Shanghai und Hongkong. Sein erster Film, Chen Mo und Mei Ting (chinesisch 沉默和美婷, Pinyin Chénmò hé Měi Tíng, 2002) wurde von den Behörden in China nicht freigegeben und konnte deshalb nur im Ausland gezeigt werden. Auf der Berlinale erhielt er eine Auszeichnung als bester Erstlingsfilm eines Regisseurs.
Lius zweiter Film, Two Great Sheep (chinesisch 好大一对羊, Pinyin Hǎo Dà Yī Duì Yáng, 2004) wurde zunächst von den zuständigen Behörden genehmigt. Nach der Ausstrahlung im chinesischen Staatsfernsehen China Central Television wurde aber danach verboten, den Film in chinesischen Kinos zu zeigen. Der Film lief auf einigen ausländischen Filmfestivals.